# Mutabar Tadjibayeva
Mutabar Tadjibayeva (Margilan, Uzbekistan, 25 d'agost de 1962) és una periodista independent i activista per als drets humans uzbeka. És fundadora de l'Organització Internacional de Drets Humans Fiery Hearts Club, amb seu a Ferganà. Tadjibayeva ha dut a terme investigacions periodístiques i ha supervisat la implementació de drets humans al seu país per part de les autoritats uzbeques. Ha participat en investigacions i judicis com a advocada defensora i representant autoritzada a l'Uzbekistan, documentant les violacions dels drets humans i defensant les víctimes. Ha investigat especialment la massacre d'Andidjan del 2005.
Tadjibayeva va crear el 2000 l'organització «Ut Yuraklar» (Cor ardent) a la vall de Ferganà, per lluitar pels drets dels ciutadans rurals, donat-los suport en la seva lluita per la justícia i en la seva resistència noviolenta contra l'activitat il·legal de l'Estat.
Tadjibayeva també és fundadora del Moviment Popular «Societat Civil». Va ser detinguda el 7 d'octubre de 2005 just abans de marxar a Dublín, on havia d'assistir a una conferència internacional sobre la protecció dels drets humans. Va ser acusada d'incomplir els 18 articles del Codi Penal de la República de l'Uzbekistan. Va ser imputada amb 13 acusacions i condemnada, en un judici ple d'irregularitats procedimentals, a 8 anys de presó per haver criticat el govern uzbek i les seves pràctiques violentes contra els participants de la manifestació pacífica a Andijan el 2005. Durant el seu empresonament Tadjibaeva va patir l'esterilització forçada i la tortura severa.

## Reconeixements
L'any 2005, l'organització internacional PeaceWomen Across the Globe, que depèn del Comitè Nobel, incloïa el seu nom a la llista de mil dones activistes per la pau, i la convertia així en candidata oficial per al Premi Nobel de la Pau.
El 15 de maig de 2008, quan encara estava a la presó, Mutabar Tadjibayeva va ser guardonada amb el Premi Martin Ennals per a Defensors dels Drets Humans. El mateix dia, els blocaires que escriuen sobre drets humans van anunciar una llista amb les 10 dones que havien jugat el paper més important en la protecció dels drets humans, entre les quals hi havia Mutabar Tadjibayeva. El 2 de juliol de 2008, després de múltiples pressions internacionals, Tadjibayeva va ser alliberada i va acudir a la cerimònia de lliurament del premi Martin Ennals que es va celebrar a Ginebra el 20 de novembre de 2008.
Per al 60è aniversari de la Declaració Universal dels Drets Humans, el «Fiery Hearts Club» va ser guardonat amb el Premi Llibertat, Igualtat, Fraternitat de la República Francesa. El 10 de desembre de 2008, Mutabar Tadjibayeva va ser guardonada amb el mateix premi durant la cerimònia a París.
El març de 2009 Tadjibayeva va rebre el Premi Internacional Dona Coratge establert pel Departament d'Estat dels EUA. Posteriorment va retornar el premi a causa dels seus principis. A l'agost es va convertir en membre del Consell Internacional dels Drets Humans. El 2011 va aparèixer a la llista de les deu dones més influents de l'Àsia central. L'any 2012 va guanyar un cas històric al Comitè de Drets Humans de l'ONU contra Uzbekistan. En resposta a la seva denúncia al Comitè de Drets Humans de l'ONU, el 6 d'octubre de 2015 aquest organisme constatva que hi havia hagut "múltiples violacions" dels seus drets.  
Mutabar Tadjibayeva ara és refugiada política i viu a Ile-de-France, com a cap de l'Organització Internacional de Drets Humans Fiery Hearts, amb seu a París, i dedicada a investigar i preparar queixes per a l'ONU, documentar les declaracions de les víctimes i promoure els drets dels immigrants. Ha posat en marxa l'agència de notícies Jarayon, que es val d'una àmplia xarxa de ciutadans-periodistes i activistes localsper constituir una de les poques fonts d'informació independents sobre l'actual Uzbekistan.

## Publicacions
El 2011 va escriure el llibre Prisoner of Torture Island, en què comparteix els seus records i explica les atrocitats del govern uzbek sobre la seva gent. El llibre s'ha traduït a l'anglès, rus, francès i uzbek.